# Бет Мидлър
Бет Дейвис Мидлър (на английски: Bette Midler) е американска певица, актриса и комединантка. 

## Биография
Родена е на 1 декември 1945 г. в Хонолулу на Хавайските острови. Кръстена е на актрисата Бет Дейвис. По време на кариерата си тя печели четири награди Грами, три награди Еми и наградата Тони, също така е номинирана за още две други Награди на филмовата академия на САЩ. Мидлър участва и в концертно шоу Шоумомичето трябва да продължи / The Showgirl Must Go On, на живо пет нощи в седмицата в Лас Вегас. От 1985 г. има звезда на Холивудската алея на славата.

## Избрана филмография
| година | филм                  | оригинално заглавие           | роля                      | режисьор     |
| ------ | --------------------- | ----------------------------- | ------------------------- | ------------ |
| 1979   | Розата                | The Rose                      | Мери Роуз Фостър (Розата) | Марк Райдел  |
| 1986   | Паника в Бевърли Хилс | Down and Out in Beverly Hills | Барбара Уитман            | Пол Мазурски |
| 1988   | Плажове               | Beaches                       | (СС) Сесилия Керъл Блум   | Гари Маршъл  |
| 1993   | Фокус-мокус           | Hocus Pocus                   | Уинифред Сандерсън        | Кени Ортега  |
| 2000   | Какво искат жените    | What Women Want               | д-р Пъркинс               | Нанси Майърс |
| 2022   | Фокус-мокус 2         | Hocus Pocus 2                 | Уинифред Сандерсън        | Ан Флечър    |